# Placówka Straży Granicznej w Michałowie
Placówka Straży Granicznej w Michałowie – graniczna jednostka organizacyjna Straży Granicznej realizująca zadania w ochronie granicy państwowej z Republiką Białorusi.

## Formowanie i zmiany organizacyjne
Placówka Straży Granicznej w Michałowie (PSG w Michałowie) z siedzibą w Michałowie, została powołana 24 sierpnia 2005 roku Ustawą z 22 kwietnia 2005 roku O zmianie ustawy o Straży Granicznej..., w strukturach Podlaskiego Oddziału Straży Granicznej w Białymstoku z przemianowania dotychczas funkcjonującej Strażnicy Straży Granicznej w Michałowie (Strażnica SG w Michałowie) .

## Ochrona granicy
Placówka Straży Granicznej w Michałowie ochrania odcinek granicy państwowej o długości 19,610 km. Linia granicy państwowej przebiega lądem w terenie zalesionym oraz rzeką Świsłocz i Istoczanką.
Zgodnie z rozporządzeniem Wojewody Podlaskiego wprowadzono zakaz przebywania na pasie drogi granicznej:
1. znak graniczny nr 422 – znak gran. nr 444 (brzeg rzeki granicznej Istoczanka).

### Terytorialny zasięg działania
Stan z 2 grudnia 2016
Obszar działania Placówki Straży Granicznej w Michałowie obejmował:
- Od znaku granicznego nr 457 do znaku gran. nr 423.
- Linia rozgraniczenia:

1. z placówką Straży Granicznej w Bobrownikach: włączony znak gran. nr 457, dalej granicą gmin Gródek oraz Michałowo.
2. z placówką Straży Granicznej w Narewce: wyłączony znak gran. nr 423, wyłączony tor kolejowy, dalej granicą gmin Michałowo oraz Narewka.

- Poza strefą nadgraniczną obejmował z powiatu białostockiego gmina Zabłudów.

Stan z 1 sierpnia 2011
Obszar działania Placówki Straży Granicznej w Michałowie obejmował:
- Od znaku gran. nr 1576 do znaku gran. nr 1542.
- Linia rozgraniczenia:

1. z placówką Straży Granicznej w Bobrownikach: włącznie znak gran. nr 1576, dalej granicą gmin Gródek oraz Michałowo.
2. z placówką Straży Granicznej w Narewce: wyłącznie znak gran. nr 1542, wyłącznie tor kolejowy, wyłącznie Siemianówka, dalej granicą gmin Michałowo oraz Narewka.

- Poza strefą nadgraniczną obejmował z powiatu białostockiego gminę Zabłudów.

### Placówki sąsiednie
- Placówka SG w Bobrownikach ⇔ Placówka SG w Narewce – 01.08.2011 roku[5].

## Komendanci placówki
- kpt. SG Olgierd Misiukanis (24.08.2005–był 27.09.2009[6])
- ppłk SG Jacek Dederko (był 25.05.2011[7]– był 20.06.2012[8]
- ppłk SG Włodzimierz Pielach (obecnie[1]).